# Funzione di stato
In analisi matematica, si definisce funzione di stato una funzione la cui variazione tra due punti, detti stati del sistema, dipende solo dal valore delle coordinate di questi ultimi, inoltre essa ammette sempre un differenziale esatto. 
Le funzioni di stato trovano la loro applicazione principale in termodinamica, dove rappresentano grandezze fisiche la cui variazione nel passare da uno stato iniziale a uno stato finale dipende solamente dalle condizioni assunte da un sistema all'inizio e alla fine di una trasformazione termodinamica, cioè dallo stato iniziale e finale, e non dal particolare percorso seguito durante la trasformazione.
Pertanto, risultano funzione delle variabili di stato degli stati di equilibrio del sistema in esame e il differenziale esatto è ammesso in un intorno di uno stato di equilibrio, pertanto non dipende dalla trasformazione termodinamica precedente all'equilibrio. La sua costanza o variazione durante una trasformazione ne definisce la reversibilità o irreversibilità.
I potenziali e la corrente termica e meccanica sono tra queste particolarmente importanti. Il lavoro e il calore non sono invece in generale funzioni di stato, poiché essi non ammettono un differenziale esatto, quindi dipendono dalla natura della trasformazione. Tuttavia per alcune trasformazioni particolari come le isocore, le isoterme, le isoentropiche e le isobare queste affermazioni non sono più valide.

## Storia
Benché il termine "funzione di stato" fosse utilizzato con differenti significati durante gli anni cinquanta e sessanta dell'Ottocento, principalmente da Rudolf Clausius, William Rankine, Peter Tait e William Thomson, nei decenni immediatamente successivi esso ne acquistò uno più preciso; nel 1873, per esempio, Willard Gibbs nel suo scritto intitolato "Metodi grafici nella Termodinamica dei Fluidi" così sentenziava:

## Descrizione

### Variabile di stato
Alcune funzioni di stato svolgono un ruolo particolare nella definizione degli stati di equilibrio di un sistema. Queste sono ricavabili a scala macroscopica, direttamente o indirettamente, attraverso gli strumenti di misura:
- La pressione {\displaystyle p} espressa in {\displaystyle \mathrm {Pa} } (Pascal)
- La temperatura {\displaystyle T} espressa in {\displaystyle \mathrm {K} } (Kelvin)
- Il volume {\displaystyle V} espresso in {\displaystyle \mathrm {m^{3}} } (metri cubi)
- La quantità di sostanza {\displaystyle n} espressa in {\displaystyle mol} (moli).

Queste funzioni di stato particolari sono chiamate variabili di stato di equilibrio di un sistema termodinamico. Alcune di queste variabili di stato sono grandezze intensive, come la temperatura e la pressione. Questo significa che non dipendono dall'"estensione" (cioè dalla quantità di materia) del sistema; ad esempio, se si mescolano due flaconi contenenti ciascuno 1 litro di acqua alla temperatura di {\displaystyle 20\mathrm {^{o}C} }, la temperatura finale è ancora di {\displaystyle 20\mathrm {^{o}C} } e non di {\displaystyle 40\mathrm {^{o}C} }; stessa cosa con la pressione, che non possiede la proprietà additiva. Invece, il volume finale {\displaystyle V} è uguale a {\displaystyle 2l}: il volume non è una grandezza intensiva, bensì una estensiva che dipende dall'estensione del sistema e quindi dalla quantità di materia. La quantità di sostanza n ha ovviamente anch'essa la proprietà di additività ed è quindi anche una grandezza estensiva.
Le variabili intensive sono molto importanti per definire lo stato di equilibrio di un sistema fisico-chimico. In effetti, l'equilibrio è raggiunto quando il valore delle variabili intensive è omogeneo in tutto il sistema e non varia nel tempo.
Nota: Nel caso di reazioni chimiche, che comportano la presenza e la trasformazione di più specie chimiche nel sistema, deve essere presa in considerazione un'altra variabile di stato, il grado di avanzamento della reazione, per determinare la composizione chimica del sistema per un avanzamento dato della reazione.

### Equazione di stato
Le variabili di stato che definiscono lo stato di equilibrio di un sistema {\displaystyle (p,\;V,\;T,\;n)} non sono tra loro indipendenti: esse sono legate da una relazione detta equazione di stato del sistema, che può essere più o meno complessa.
Ad esempio, l'equazione di stato più semplice è quella del gas perfetto: questo è un modello ideale che considera un gas formato da particelle sufficientemente distanti da considerare nulla l'interazione elettrostatica tra loro (questo implica che la pressione deve essere bassa). In queste condizioni, l'equazione di stato è indipendente dalla natura chimica del gas considerato perfetto; molti gas reali in condizioni normali di temperatura e pressione seguono, con eccellente approssimazione, il modello di gas ideale, come ad esempio i componenti principali dell'aria: l'azoto {\displaystyle {\ce {(N2)}}} e l'ossigeno {\displaystyle {\ce {(O2)}}}. Essa si esprime come:
- {\displaystyle pV=nRT~}, dove {\displaystyle R} è la costante dei gas {\displaystyle (R=8.314\;J\;\mathrm {K^{-1}} \;mol^{-1})}

Misurando {\displaystyle T} e {\displaystyle p} per {\displaystyle n} moli di gas, si può dunque calcolare il volume {\displaystyle V} del gas secondo la relazione:
- {\displaystyle V={{nRT} \over {p}}=f(T,p)}

Per definire compiutamente lo stato di una data quantità di un gas ideale ({\displaystyle n} fissato), sono sufficienti {\displaystyle 2} variabili indipendenti (questa proprietà può essere estesa a tutti i corpi puri, siano essi solidi, liquidi o gassosi).

## Proprietà
Come visto in precedenza, un sistema termodinamico è descritto da un certo numero di parametri termodinamici (temperatura, volume, pressione, ecc.). Il numero di parametri necessario a descrivere il sistema è la dimensione dello spazio di stato del sistema ({\displaystyle D}). Nell'esempio precedente, un gas perfetto con un numero di particelle prefissato è un semplice caso di sistema bidimensionale ({\displaystyle D=2}). In questo esempio, il sistema è specificato in modo univoco da due parametri come pressione e volume, oppure pressione e temperatura. Queste scelte sono equivalenti: sono solo differenti sistemi di coordinate nello spazio termodinamico bidimensionale. Un ragionamento analogo vale per gli spazi dimensionali a dimensione maggiore.
Mentre il sistema cambia il proprio stato, descrive un "percorso" nello spazio degli stati. Questo percorso può essere identificato attraverso i valori che assumono le funzioni di stato durante la trasformazione in funzione del tempo o di qualche altra variabile esterna. Ad esempio, potremmo prendere la pressione {\displaystyle p(t)} e il volume {\displaystyle V(t)} in funzione del tempo a partire dall'istante {\displaystyle t_{0}} al tempo generico {\displaystyle t_{1}}. Ciò specificherà un percorso all'interno del nostro spazio bidimensionale degli stati. Ora possiamo formare ogni sorta di funzioni del tempo che potremmo poi integrare lungo il percorso. Ad esempio, se volessimo calcolare il lavoro svolto dal sistema dal tempo {\displaystyle t_{0}} al tempo {\displaystyle t_{1}} calcoleremmo:
{\displaystyle W(t_{0},t_{1})=\int _{V_{0}}^{V_{1}}p\,dV=\int _{t_{0}}^{t_{1}}p(t){\frac {dV(t)}{dt}}\,dt}
È chiaro che per calcolare il lavoro W in quest'integrale dobbiamo conoscere le funzioni {\displaystyle P(t)} e {\displaystyle V(t)} lungo l'intero percorso. Una funzione di stato è una funzione dei parametri del sistema che dipende solo dai valori dei parametri agli estremi del sistema. Ad esempio, supponiamo di voler calcolare il lavoro più l'integrale {\displaystyle Vdp} lungo il percorso. Avremmo:
{\displaystyle \Phi (t_{0},t_{1})=\int _{t_{0}}^{t_{1}}p{\frac {dV}{dt}}\,dt+\int _{t_{0}}^{t_{1}}V{\frac {dp}{dt}}\,dt=\int _{t_{0}}^{t_{1}}{\frac {d(pV)}{dt}}\,dt=p(t_{1})V(t_{1})-p(t_{0})V(t_{0})}
Si vede che l'integrando può essere espresso come differenziale esatto della funzione {\displaystyle p(t)V(t)} e che quindi l'integrale può essere espresso come la differenza tra i valori di {\displaystyle p(t)V(t)} ai due estremi di integrazione. Il prodotto {\displaystyle pV} è quindi una funzione di stato del sistema.
A proposito di notazione, solitamente si usa {\displaystyle d} per denotare un differenziale esatto, utilizzando invece il simbolo {\displaystyle \delta } per i differenziali non esatti, che non possono essere integrati senza una conoscenza completa e precisa del percorso. Ad esempio, per denotare un incremento infinitesimale di lavoro si utilizza il simbolo {\displaystyle \delta W=PdV}.
È conveniente pensare alle funzioni di stato come quantità o proprietà di un sistema termodinamico, mentre le funzioni non di stato rappresentano un processo durante il quale le funzioni di stato cambiano. Per esempio la funzione di stato {\displaystyle pV} è proporzionale all'energia interna di un gas ideale, ma il lavoro {\displaystyle W} è la quantità di energia trasferita (che ha cambiato forma o luogo) durante la trasformazione.

### Richiami matematici
Il differenziale della funzione per definizione esatto è uguale alla somma dei parziali rispetto ad ogni variabile. Per una funzione di due variabili {\displaystyle f(x,y)} si avrà:
{\displaystyle \operatorname {d} f=\left({\frac {\partial f}{\partial x}}\right)\operatorname {d} x+\left({\frac {\partial f}{\partial y}}\right)\operatorname {d} y}
Consideriamo una trasformazione delle variabili {\displaystyle (\Delta x,\;\Delta y)}: la funzione di stato ammette il teorema di Torricelli-Barrow, cioè la sua variazione vale:
{\displaystyle \Delta f=\int _{\Delta x}\left({\frac {\partial f}{\partial x}}\right)\operatorname {d} x+\int _{\Delta y}\left({\frac {\partial f}{\partial y}}\right)\operatorname {d} y}

### Applicazione nel caso dei gas perfetti
Si consideri un gas perfetto, il cui stato è dato dalla sua temperatura {\displaystyle T} e dalla sua pressione {\displaystyle p}. Per eseguire una trasformazione, dobbiamo far variare la temperatura o la pressione del gas dai valori iniziali {\displaystyle T_{i}} e {\displaystyle p_{i}} fino ai valori finali {\displaystyle T_{f}} e {\displaystyle p_{f}}. La quantità di materia è considerata costante.

#### Calcolo del volume
L'equazione di stato dei gas perfetti ci dà un'espressione esplicita del volume in funzione di questi due parametri:
{\displaystyle V(T,p)={\frac {nRT}{p}}}
Il volume compare dunque sotto forma di funzione di stato. A partire da questa espressione può essere calcolata la variazione del volume del gas durante la trasformazione dallo stato iniziale allo stato finale:
{\displaystyle \Delta V=V_{f}-V_{i}=nR\left[{\frac {\ T_{f}}{\ p_{f}}}-{\frac {\ T_{i}}{\ p_{i}}}\right]}
Per il teorema di Schwartz possiamo prima far variare la pressione da {\displaystyle p_{i}} a {\displaystyle p_{f}} mantenendo la temperatura costante e pari a {\displaystyle T_{i}}, quindi la temperatura da {\displaystyle T_{i}} a {\displaystyle T_{f}} mantenendo la pressione costante e pari a {\displaystyle p_{f}}. Utilizzando l'equazione di stato:
{\displaystyle \mathrm {d} V={\frac {\ nR}{\ p}}\mathrm {d} T-{\frac {\ nRT}{\ p^{2}}}\mathrm {d} p}
{\displaystyle \Delta V=\int _{p_{i}}^{p_{f}}-{\frac {nRT_{i}}{p^{2}}}\mathrm {d} p+\int _{T_{i}}^{T_{f}}{\frac {nR}{p_{f}}}\mathrm {d} T}
{\displaystyle \Delta V=nR\left({\frac {T_{f}}{p_{f}}}-{\frac {T_{i}}{p_{i}}}\right)}

#### Calcolo del lavoro
Al contrario del volume, il lavoro delle forze di pressione dipende dal percorso seguito, e non può essere scritto come variazione di una funzione di stato; il lavoro svolto durante la trasformazione infinitesimale {\displaystyle \delta W} non è un differenziale esatto. Abbiamo già incontrato il volume differenziale di un gas ideale:
{\displaystyle \mathrm {d} V={\frac {\ nR}{\ p}}\mathrm {d} T-{\frac {\ nRT}{\ p^{2}}}\mathrm {d} p}
e il lavoro delle forze di pressione:
{\displaystyle \delta W=-pdV~}
Dunque la forma differenziale del lavoro (per un gas perfetto) è pari a:
{\displaystyle \delta W=\left(-nR\right)\mathrm {d} T+\left({\frac {nRT}{p}}\right)\mathrm {d} p}
Si può dimostrare che {\displaystyle \delta W} non è un differenziale esatto, osservando che:
{\displaystyle {\frac {\partial }{\partial p}}\left(-nR\right)\neq {\frac {\partial }{\partial T}}\left({\frac {nRT}{p}}\right)}
Possiamo anche calcolare il lavoro svolto durante la trasformazione, seguendo le due vie sopra descritte. Troviamo dunque un lavoro {\displaystyle W_{1}} per il primo percorso:
{\displaystyle W_{1}=nRT_{i}\ln \left({\frac {p_{f}}{p_{i}}}\right)-nR(T_{f}-T_{i})}
e per il secondo:
{\displaystyle W_{2}=-nR(T_{f}-T_{i})+nRT_{f}\ln \left({\frac {p_{f}}{p_{i}}}\right)}
Il lavoro totale è diverso nei due casi: dipende dal percorso seguito e non può essere scritto come una variazione di una funzione di stato.
Nota: se la pressione è costante, il lavoro in gioco non è più dipendente dal percorso, dal momento che dipende dal cambiamento di una sola variabile di stato.
{\displaystyle \delta W=-p\mathrm {d} V=-nR\mathrm {d} T~}
{\displaystyle W=-p\Delta V=-nR\Delta T=-p(V_{f}-V_{i})=-nR(T_{f}-T_{i})~}
Questa proprietà è simile a quella del calore messo in gioco in una trasformazione a pressione costante, che pari ad una variazione di entalpia {\displaystyle (\Delta H=Q_{p})}, o a volume costante, ovvero una variazione di energia interna {\displaystyle (\Delta U=Q_{v})}; in entrambi i casi, il calore non dipende dal percorso seguito perché è uguale alla variazione di una sola funzione di stato. Va notato infine che a volume costante il lavoro delle forze di pressione è zero.

## Impiego
Le trasformazioni reali sono irreversibili e il loro avanzamento dipende dalla strada da percorrere. Per esse non è possibile una modellazione matematica, così come il calcolo delle grandezze termodinamiche a loro associate. Tuttavia, se una grandezza è una funzione di stato, la sua variazione dipende solo dallo stato finale e dallo stato iniziale di equilibrio. Per calcolare questa variazione è dunque sufficiente immaginare una trasformazione reversibile, che parte dal medesimo stato iniziale e raggiunge il medesimo stato finale della trasformazione vera. Questa trasformazione reversibile è caratterizzata da una successione di stati di equilibrio; essa può essere modellata matematicamente ed è possibile calcolare la sua variazione. Questa variazione è identica a quella osservata per la trasformazione irreversibile. Anche se la funzione di stato è una funzione di diverse variabili, la si può scomporre in passaggi intermedi reversibili tante quante sono queste variabili; ogni passaggio è caratterizzato dalla variazione di una singola variabile indipendente e questo semplifica notevolmente i calcoli.

## Esempi
Esempi di funzioni di stato sono:
- Energia interna
- Energia libera di Gibbs
- Potenziale chimico
- Energia libera di Helmholtz
- Entalpia
- Entropia

Esempi di variabili di stato sono:
- Densità
- Pressione
- Temperatura
- Volume
- concentrazione